# 遠藤淑子
遠藤 淑子（1965年6月27日—），日本女性漫畫家。北海道根室市出身。

## 作品
- 迷糊夢公主、全2冊、原名
- 寡婦與紳士、全5冊、原名《マダムとミスター（日语：マダムとミスター）》
- 寂莫心路、全1冊、原名
- 偵探與千金、全4冊、原名《狼には気をつけて（日语：狼には気をつけて）》
- 天堂挽歌、全2冊、原名
- 愛犬小奈日誌、全1冊、原名

- 原名
- 原名
- 原名
- 原名
- 原名
- 原名
- 原名
- 原名
- 原名
- 原名
- 原名《だからパパには敵わない（日语：だからパパには敵わない）》
- 原名
- 原名
- 原名
- 原名
- 原名
- 原名
- 原名

## 外部連結
- （日語）